# Dubai World Championship 2015
De zesde editie van het Dubai World Championship  werd gespeeld van 19 tot en met 22 november 2015 op de Jumeirah Golf in Dubai. Het was het laatste toernooi van de Europese Tour van 2015. Het prijzengeld was opnieuw $8.000.000. De Zweed Henrik Stenson was opnieuw titelverdediger.
Het seizoen wordt sinds 2013 afgesloten door de Final Series, bestaande uit vier toernooien met een gelimiteerd spelersveld: de BMW Masters en het WGC - HSBC Champions in China, het Turkish Airlines Open en het Dubai World Championship. Het prijzengeld van deze toernooien is hoger dan dat voor de andere toernooien van het seizoen. Na het laatste toernooi wordt bekendgemaakt wie de Race To Dubai gewonnen heeft.
Het spelersveld bevatte in 2015 zes spelers die de Race To Dubai hebben gewonnen: Rory McIlroy (2012 en 2014), Henrik Stenson (2013), Luke Donals (2011), Martin Kaymer (2010), Lee Westwood (2000 en 2009) en Justin Rose (2007). Verder deden er 26 spelers mee die in 2015 een toernooi op de Europese Tour wonnen. 

Alle deelnemers speelden 72 holes. Zeven spelers konden nog de Race To Dubai winnen, waarbij vooral Danny Willett een goede kans had.

## Persconferentie
Voorafgaand aan het toernooi werd bekendgemaakt dat er een nieuwe commissie binnen de Europese Tour werd opgericht, die zich vooral zal richten op de publiciteit. Er zal naar hoger prijzengeld worden gestreefd omdat de bekende spelers vaak de voorkeur geven aan het spelen op de Amerikaanse Tour, waar het prijzengeld veel hoger is. Ook zal het te langzaam spelen strenger worden bestraft.

## De baan
Er werd gespeeld op de Earth Course, de vierde en nieuwste baan van de Jumeirah Golf Estates in Dubai. De baan is ontworpen door Greg Norman. Er zijn weinig waterhindernissen. Er zijn wel veel bunkers gevuld met gemalen marmer, wat krassen op de clubs veroorzaakt. De par-3 zeventiende green ligt op een eiland, maar heeft vier bunkers om de bal droog te houden. De baan heeft een par van 72.
| Hole   | 1   | 2   | 3   | 4   | 5   | 6   | 7   | 8   | 9   | 10  | 11  | 12  | 13  | 14  | 15  | 16  | 17  | 18  | Totaal |
| ------ | --- | --- | --- | --- | --- | --- | --- | --- | --- | --- | --- | --- | --- | --- | --- | --- | --- | --- | ------ |
| Par    | 4   | 5   | 4   | 3   | 4   | 3   | 5   | 4   | 4   | 4   | 4   | 4   | 3   | 5   | 4   | 4   | 3   | 5   | 72     |
| Meters | 415 | 533 | 413 | 224 | 372 | 170 | 523 | 422 | 456 | 400 | 367 | 435 | 187 | 572 | 339 | 444 | 178 | 567 | 7017   |
| Yards  | 454 | 583 | 452 | 245 | 407 | 186 | 572 | 461 | 499 | 437 | 401 | 476 | 204 | 626 | 371 | 486 | 195 | 620 | 7675   |

## Verslag

### Ronde 1
Toen de helft van de spelers binnen was, stonden Marcus Fraser, Ian Poulter en Martin Kaymer samen op de eerste plaats. Thomas Pieters en Joost Luiten deelden de 12de plaats.

Andy Sullivan, de enige speler die een eagle maakte, voegde zich 's middags bij de leiders.
 Rory McIlroy, leider van de Race To Dubai, nummer 3 van de wereld en winnaar van 2012, eindigde met zeven anderen op een gedeeld 6de plaats. Tweevoudig winnaar Henrik Stenson maakte een ronde van 77 en staat nummer T58, net als Scott Hend en Tommy Fleetwood.

### Ronde 2
De spelers werden opnieuw ingedeeld, de vier leiders speelden in de laatste twee groepen. Op hole 14 maakte Thangchai Jaidee zijn zesde birdie, waarna hij aan de leiding stond. 's Middags werd hij ingehaald door Patrick Reed, Andy Sullivan, die aan de leiding bleef, en Emiliano Grillo, die het toernooirecord verlaagde tot 64.

### Ronde 3
Dit toernooi bepaalde niet alleen wie wereldkampioen werd en de Race To Dubai zou winnen, maar ook wie de Rookie of the Year werd. 

- Het verschil tussen nummer 1 van de Race To Dubai, Rory McIlroy, en nummer 2, Danny Willett, was slechts € 387, en zij stonden aan het einde van ronde 3 op de 2de en 6de plaats, met 4 slagen verschil. Degene die het hoogst zou eindigen, zou ook de Race To Dubai winnen.

- Drie rookies hadden aan het begin van dit kampioenschap een kans, Ben An, Matthew Fitzpatrick en Anirban Lahiri, maar na ronde 3 ging de strijd alleen nog maar tussen An en Fitzpatrick, die op resp. −12 en −11 staan. An had een voorsprong van € 322.423 op de Race To Dubai 
.

### Ronde 4
De laatste ronde had een duidelijke uitslag, Rory McIlroy scoorde 66 en werd met een voorsprong van 1 slag opnieuw wereldkampioen, tevens won hij voor de derde keer de Race To Dubai. Matthew Fitzpatrick scoorde 70, hij eindigde op de gedeeld vierde plaats en won de Player of the Year Award.
Volledige scores
| Naam                  | R2D | OWGR | Score R1 | Score R1 | Nr  | Score R2 | Score R2 | Totaal | Nr  | Score R3 | Score R3 | Totaal | Nr  | Score R4 | Score R4 | Totaal | Nr  |
| --------------------- | --- | ---- | -------- | -------- | --- | -------- | -------- | ------ | --- | -------- | -------- | ------ | --- | -------- | -------- | ------ | --- |
| Rory McIlroy          | 1   | 3    | 68       | −4       | T6  | 68       | −4       | −8     | T4  | 65       | −7       | −15    | 2   | 66       | −6       | −21    | 1   |
| Andy Sullivan         | 21  | 53   | 66       | −6       | T1  | 66       | −6       | −12    | 1   | 68       | −4       | −16    | 1   | 68       | −4       | −20    | 2   |
| Branden Grace         | 6   | 19   | 68       | −4       | T6  | 69       | −3       | −7     | T7  | 69       | −3       | −10    | T9  | 67       | −5       | −15    | 3   |
| Byeong-Hun An R       | 7   | 39   | 70       | −2       | T   | 68       | −4       | −6     | T7  | 66       | −6       | −12    | T4  | 71       | −1       | −13    | T4  |
| Emiliano Grillo       | 56  | 36   | 69       | −3       | T14 | 64       | −8       | −11    | 2   | 71       | −1       | −12    | T4  | 71       | −1       | −13    | T4  |
| Matthew Fitzpatrick R | 14  | 49   | 68       | −4       | T6  | 69       | −3       | −7     | T7  | 68       | −4       | −11    | T6  | 70       | −2       | −13    | T4  |
| Danny Willett         | 2   | 21   | 68       | −4       | T6  | 70       | −2       | −6     | T13 | 67       | −5       | −11    | T6  | 70       | −2       | −13    | T4  |
| Charl Schwartzel      | 31  | 55   | 71       | −1       | T28 | 65       | −7       | −8     | T4  | 70       | −2       | −10    | T9  | 69       | −3       | −13    | T4  |
| Francesco Molinari    | 43  | 68   | 67       | −5       | 5   | 71       | −1       | −6     | T13 | 69       | −3       | −9     | T11 | 68       | −4       | −13    | T4  |
| Patrick Reed          | 15  | 14   | 70       | −2       | T23 | 65       | −7       | −9     | 3   | 68       | −4       | −13    | 3   | 73       | +1       | −12    | T10 |
| Martin Kaymer         | 22  | 26   | 66       | −6       | T1  | 71       | −1       | −7     | T7  | 71       | −1       | −8     | T13 | 68       | −4       | −12    | T10 |
| Bernd Wiesberger      | 9   | 30   | 72       | par      | T38 | 65       | −7       | −7     | T7  | 72       | par      | −7     | T17 | 71       | −1       | −8     | T17 |
| Thomas Pieters        | 28  | 90   | 69       | −3       | T14 | 69       | −3       | −6     | T13 | 73       | 1        | −5     | T28 | 70       | −2       | −7     | T22 |
| Kiradech Aphibarnrat  | 11  | 41   | 73       | +1       | T46 | 65       | −7       | −6     | T13 | 73       | 1        | −5     | T28 | 70       | −2       | −7     | T22 |
| Joost Luiten          | 50  | 83   | 69       | −3       | T14 | 72       | par      | -3     | T28 | 68       | −4       | −7     | T17 | 73       | 1        | −6     | T31 |
| Thongchai Jaidee      | 8   | 28   | 69       | −3       | T14 | 67       | −5       | −8     | T4  | 69       | −3       | −11    | T6  | 77       | +5       | −6     | T31 |
| Marcus Fraser         | 53  | 135  | 66       | −6       | T1  | 72       | par      | −8     | T13 | 74       | 2        | −4     | T35 | 71       | −1       | −5     | T34 |
| Ian Poulter           | 37  | 50   | 66       | −6       | T1  | 74       | 2        | −4     | T23 | 71       | −1       | −5     | T28 | 74       | +2       | −3     | T42 |

| Leider |  | Toernooirecord | R2D = Race To Dubai | OWGR = Official World Golf Ranking | R = Rookie |

## Spelers
De top 60 spelers van de Race To Dubai mogen meedoen.  
| - Byeong-hun An - Kiradech Aphibarnrat - Lucas Bjerregaard - Grégory Bourdy - Kristoffer Broberg - Rafa Cabrera Bello - Alejandro Cañizares - Luke Donald - Jamie Donaldson - Victor Dubuisson - Ross Fisher - Matthew Fitzpatrick - Tommy Fleetwood - Marcus Fraser - Stephen Gallacher - Branden Grace - Emiliano Grillo - Tyrrell Hatton - Scott Hend - David Howell | - Raphaël Jacquelin - Thongchai Jaidee - Miguel Angel Jiménez - Rikard Karlberg - Martin Kaymer - Maximilian Kieffer - Søren Kjeldsen - Anirban Lahiri - Pablo Larrazábal - Alexander Levy - Shane Lowry - Joost Luiten - Rory McIlroy - Francesco Molinari - James Morrison - Alex Norén - Thorbjørn Olesen - Louis Oosthuizen - Eddie Pepperell - Thomas Pieters | - Ian Poulter - Julien Quesne - Richie Ramsay - Patrick Reed - Justin Rose - Charl Schwartzel - Lee Slattery - Gary Stal - Henrik Stenson - Graeme Storm - Andy Sullivan - Peter Uihlein - Anthony Wall - Marc Warren - Lee Westwood - Bernd Wiesberger - Danny Willett - Chris Wood - Fabrizio Zanotti - Jaco Van Zyl |